# Kościan
Kościan este un oraș în Polonia.